# Varsó trolibuszvonal-hálózata
Varsó trolibuszvonal-hálózata a lengyel főváros trolibuszvonalainak az összessége, ami 1946. január 5-én indult és 1973. július 1-jén szűnt meg. 1983. június 1-jén újraindították, majd 1995. szeptember 1-jén újra megszüntették. Helyét buszvonalak vették át.

## Vonalak

### 1962
1962-ben a viszonylatok az alábbiak voltak:
| Vonal | Útvonal jelenleg |
| ----- | --- |
|       | Dworzec Gdański – Bonifraterska – plac Krasińskich – Miodowa – Krakowskie Przedmieście – Traugutta – Kredytowa – Jasna – Zgoda – Bracka – (visszatérés: Bracka – Szpitalna – plac Powstańców Warszawy – Mazowiecka – Traugutta) – Krucza – Piękna – Aleje Ujazdowskie – Bagatela – Plac Unii Lubelskiej (visszafelé: Plac Unii Lubelskiej – aleja Szucha – Aleje Ujazdowskie).                                                                     |
|       | Plac Zawiszy – Raszyńska – Koszykowa – Piękna – Górnośląska – Myśliwiecka – Łazienkowska – Czerniakowska – Chełmska |
|       | Plac Zawiszy – Raszyńska – Koszykowa – Piękna – Górnośląska – Myśliwiecka – Łazienkowska – Czerniakowska – Chełmska (éjszakai trolibuszvonal) |
|       | Dworzec Gdański – Bonifraterska – plac Krasińskich – Miodowa – Krakowskie Przedmieście – Traugutta – Kredytowa – Jasna – Zgoda – Bracka (visszatérés: Bracka – Szpitalna – plac Powstańców Warszawy – Mazowiecka – Traugutta) – Krucza – Piękna – Górnośląska – Myśliwiecka – Łazienkowska – Czerniakowska – Chełmska |
|       | Miodowa – Krakowskie Przedmieście – Traugutta – Kredytowa – Jasna – Zgoda – Bracka (visszatérés: Bracka – Szpitalna – plac Powstańców Warszawy – Mazowiecka – Traugutta) – Krucza – Piękna – Aleje Ujazdowskie – Bagatela – Plac Unii Lubelskiej (visszatérés: Plac Unii Lubelskiej – aleja Szucha – Aleje Ujazdowskie) |
|       | Łazienkowska – Łazienkowska – Myśliwiecka – Górnośląska – Piękna – Koszykowa – aleja Niepodległości – Odyńca – Kazimierzowska (visszatérés: Kazimierzowska – Ursynowska – aleja Niepodległości) |
|       | Franciszkańska – Franciszkańska – Bonifraterska – plac Krasińskich (visszatérés: plac Krasińskich – Świętojerska – Nowiniarska – Franciszkańska) – Miodowa – Krakowskie Przedmieście – Traugutta – Kredytowa – Jasna – Świętokrzyska (visszafelé: Świętokrzyska – Mazowiecka – Traugutta) – aleja Jana Pawła II – Chałubińskiego – aleja Niepodległości – Odyńca – Kazimierzowska (visszafelé: Kazimierzowska – Ursynowska – aleja Niepodległości) |
|       | Plac Małachowskiego – Kredytowa – Jasna – Świętokrzyska (visszatérés: Świętokrzyska – Mazowiecka – Plac Małachowskiego) – aleja Jana Pawła II – Chałubińskiego – aleja Niepodległości – Odyńca – Kazimierzowska (visszatérés: Kazimierzowska – Ursynowska – aleja Niepodległości) |

### 1995
1995-ben a viszonylatok az alábbiak voltak:
| Vonal | Útvonal jelenleg |
| ----- | --- |
|       | Wilanowska – Puławska – Mysiadło: Puławska – Piaseczno: Puławska – Piaseczno Szkolna (visszafelé: Piaseczno Szkolna – Puławska – Chyliczkowska – Armii Krajowej – Puławska)                           |
|       | Wilanowska – Puławska – Mysiadło: Puławska – Piaseczno: Puławska – Piaseczno Szkolna (visszafelé: Piaseczno Szkolna – Puławska – Chyliczkowska – Armii Krajowej – Puławska) (éjszakai trolibuszvonal) |

## Járműpark
- JaTB-2 (1945–1952)
- Lowa W 601 (1952–1963)
- Vetra VBR4 (1947–1963)
- Škoda 8Tr (1955–1973)
- Škoda 9Tr (1965–1973)
- Škoda/Vetra (1962–1963)
- Jelcz PR110E (1983–1995)
- Saurer 4IILM (1991–1995)
- ZiU–9 (1983–1995)

## Kocsiszínek
- Łazienkowska – 1947-ben épült. A trolibuszokat 1947-től 1960-ig tároltak itt. Ma már nem üzemel.
- Chełmska – 1960-ben épült. A trolibuszokat 1960-tól 1973-ig tároltak itt. Ma már nem üzemel.
- Piaseczno – 1983-ben épült. A trolibuszokat 1983-tól 1995-ig tároltak itt. Ma már nem üzemel.